# Buddhatva
Buddhatva (sanskrit : बुद्धत्व (buddhatva), buddhatta ou buddhabhāva (pali : बुद्धत्त (buddhatta ou बुद्धभाव buddhabhāva ; chinois : 佛果 ; pinyin : fóguǒ ou 成佛, chéngfó ; japonais : bukkai (仏界) désigne dans le bouddhisme la condition, l'état, ou le rang d'un bouddha « pleinement éveillé ». 
Dans ce sens buddhatva, peut se traduire par bouddhéité ; toutefois ce dernier terme peut aussi être utilisé comme traduction du sanskrit buddhatā, dans le sens de nature de bouddha,.